# Gilirejo Baru
Gilirejo Baru is een plaats en bestuurslaag op het 4de niveau (kelurahan/desa).
Gilirejo Baru ligt in het onderdistrict (kecamatan) Miri in het regentschap Sragen van de provincie Midden-Java, Indonesië.  
Gilirejo Baru telt 2.493 inwoners (volkstelling 2010).
Binnen de desa Gilirejo Baru liggen 5 dorpen en gehuchten.
Bagor · Brojol · Doyong · Geneng · Gilirejo · Gilirejo Baru · Girimargo · Jeruk · Soko · Sunggingan
Gemolong · Gesi · Gondang · Jenar · Kalijambe · Karangmalang · Kedawung · Masaran · Miri · Mondokan · Ngrampal · Plupuh · Sambirejo · Sambung Macan · Sidoharjo · Sragen · Sukodono · Sumberlawang · Tangen · Tanon